# Phalascusa hildebrandti
Phalascusa hildebrandti är en insektsart som beskrevs av Hermann Julius Kolbe 1897. Phalascusa hildebrandti ingår i släktet Phalascusa och familjen fjärilsländor. Inga underarter finns listade i Catalogue of Life.